# Jan I van Culemborg
Jan (Johan) I van Beusichem, heer van Culemborg (ca.1277 - november 1321) was heer van Culemborg, Maurik en erfschenker van Sticht Utrecht.

## Levensloop
Hij was een zoon van Hubert I van Culemborg en Elisabeth van Arkel, dochter van Jan I van Arkel. In 1310 droeg Jan het patroonsrecht op de Sint-Barbarakerk van Culemborg over aan het kapittel van Sint-Jan in Utrecht. Op 13 mei 1314 koopt Jan het bezit Schalkwijk deels over van de gevluchte familie Van Amstel, waarna op 12 juni 1321 het gehele goed aan hem toe kwam.
Op 6 december 1318 verleende Jan de eerste stadsrechten aan Culemborg, via een akte in overdracht aan de poorters van het district. De akte of oorkonde werd mede ondertekend door zijn zoon Hubert, zijn broer Zweder van Vianen, Gijsbrecht van Kaets, Johan van Lienden en Gerrit van Rossum.

## Huwelijk & kinderen
Hij was getrouwd met Margaretha van Maurik, dochter van Gerard van Maurik. Ze kregen de volgende kinderen:
- Hubert II van Culemborg

Hij huwde een tweede maal in 1308 met zijn achternicht Agnes Pieternel (Petronella) van Zuylen van Abcoude, dochter van Gijsbrecht II van Zuylen van Abcoude. Dit huwelijk werd met dispensatie van de paus verleend. Ze kregen de volgende kinderen:
- Clementia van Culemborg
- Jan van Culemborg (overleden 1358) was heer van Woudenberg, Renswoude en Emminckhoven en was gehuwd met Sybelia van Borselen. Had zitting in de raad van Gelre en was er enige tijd rentmeester. Had een groot aandeel in de huwelijks voltrekking tussen Reinoud III van Gelre en Maria van Brabant. Verkocht in 1341 zijn bezittingen in Culemborg aan zijn halfbroer Hubert[4]